# Franz Baumann (architecte)
Franz Baumann (né le 19 mars 1892 à Innsbruck, mort le 28 août 1974 à Innsbruck) est un architecte autrichien.

## Biographie
Franz Baumann fait de 1910 à 1913 un stage dans le bureau Musch & Lun (de) à Merano. Il est soldat lors de la Première Guerre mondiale. Il rejoint ensuite Lois Welzenbacher puis de 1919 à 1927 l'entreprise Grissemann & Walch. Il est diplômé en 1923 comme maître d'œuvre et en 1937 en ingénierie civile à l'université d'Innsbruck. Il est architecte indépendant de 1927 à 1944 puis au service de la ville d'Innsbruck de 1944 à 1953.

## Galerie

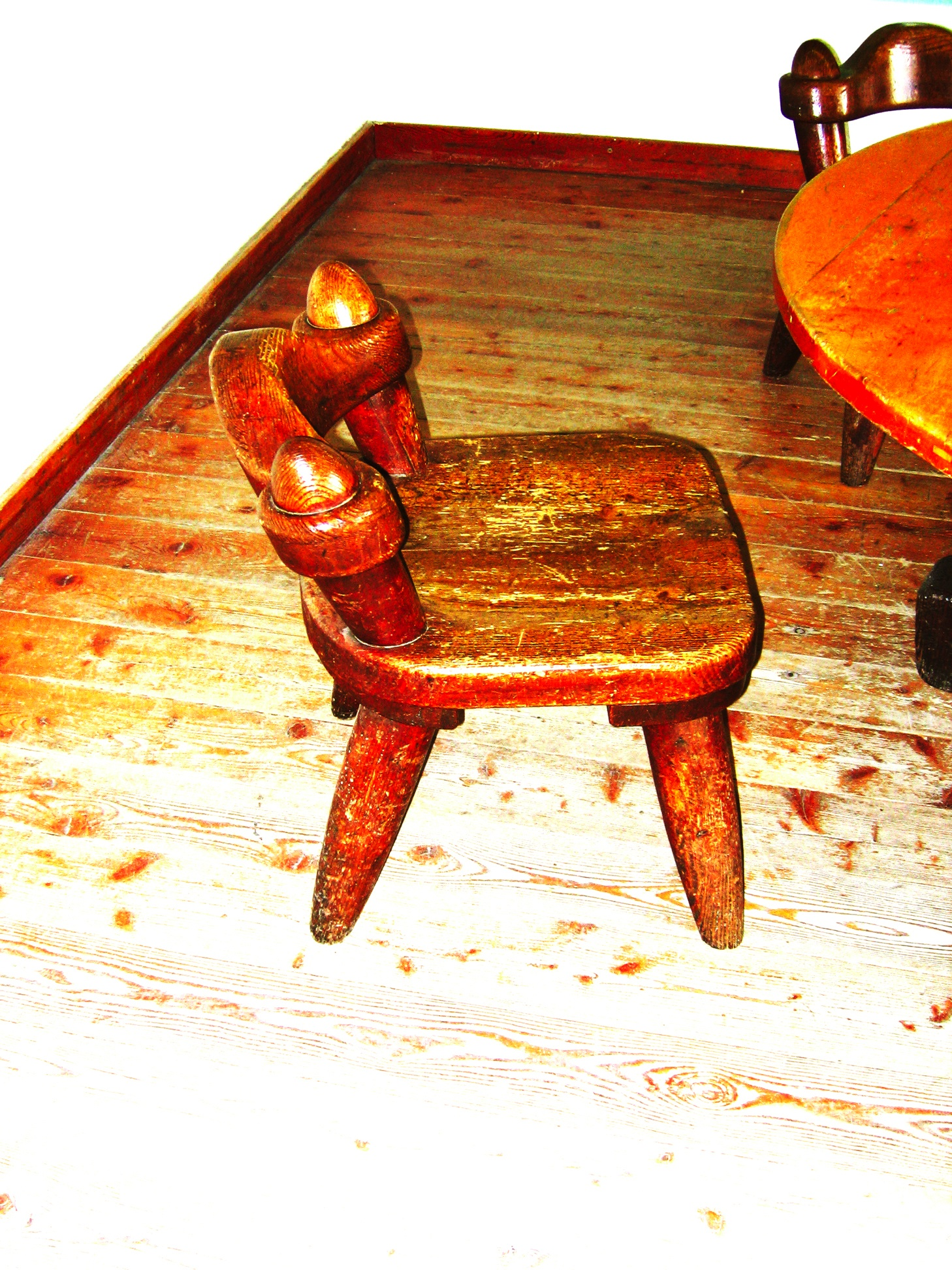
Chaise à l'intérieur de la station de Nordkettenbahn
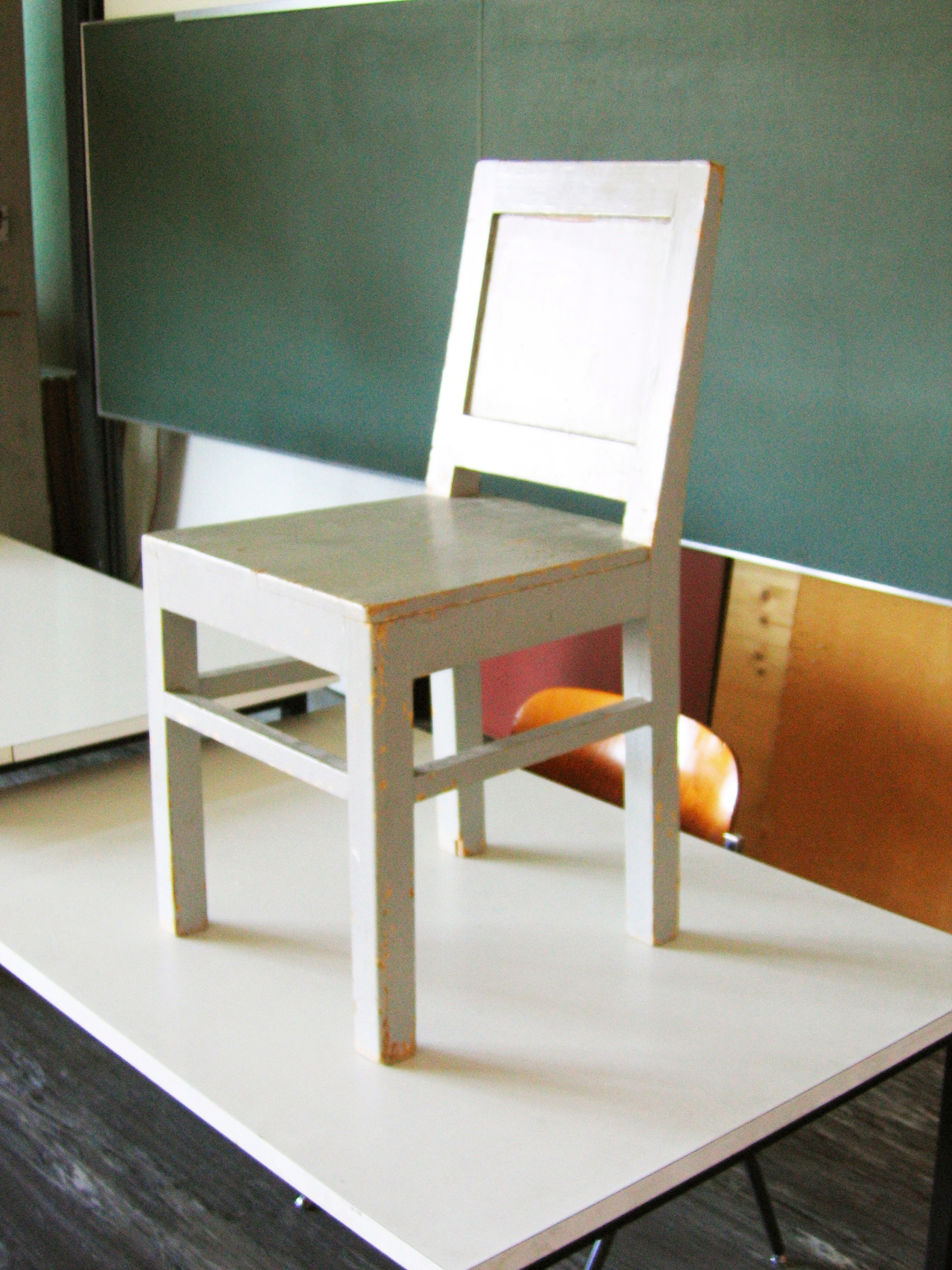
Chaise
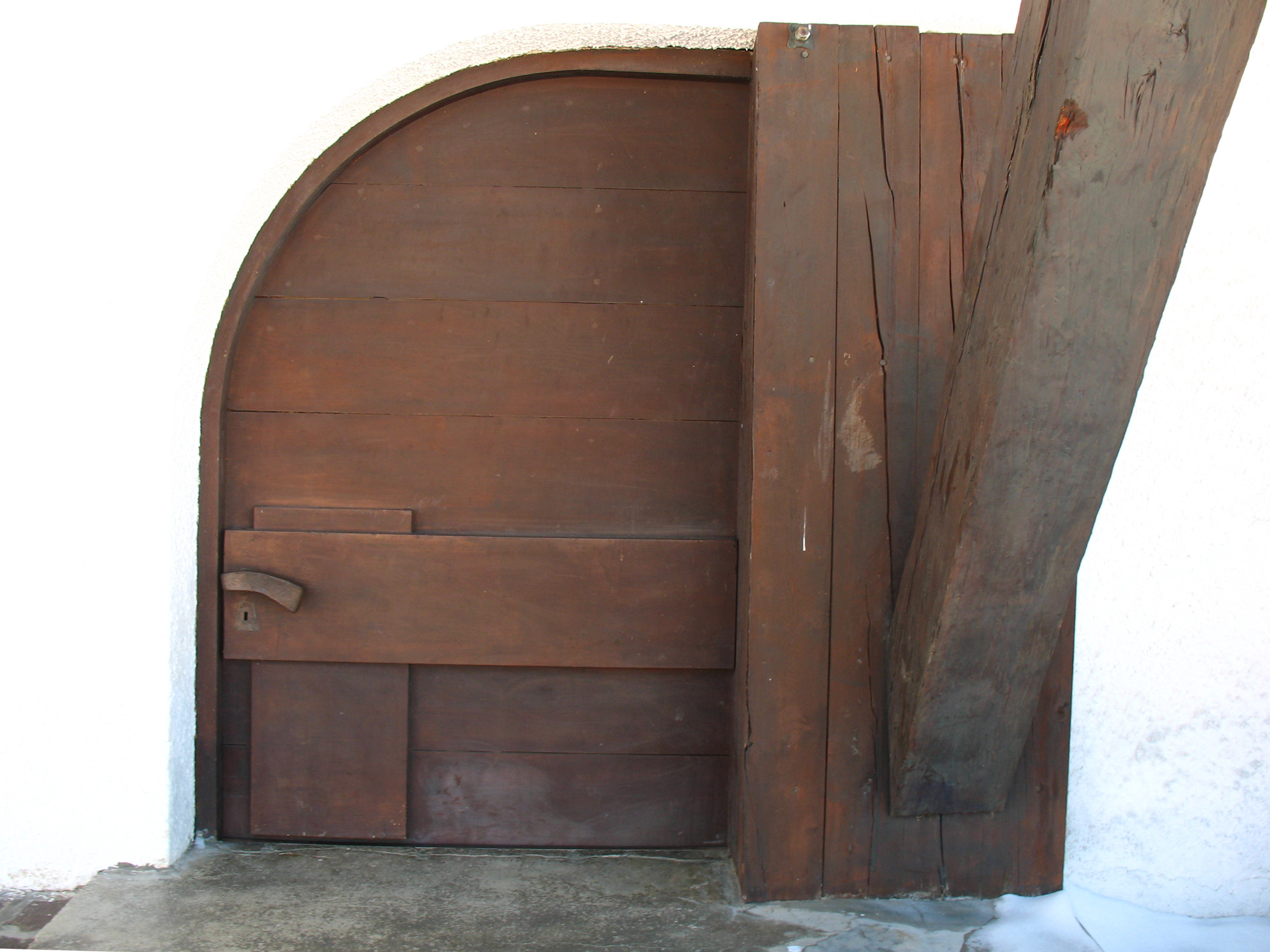
Porte de la chapelle de Monte Pana
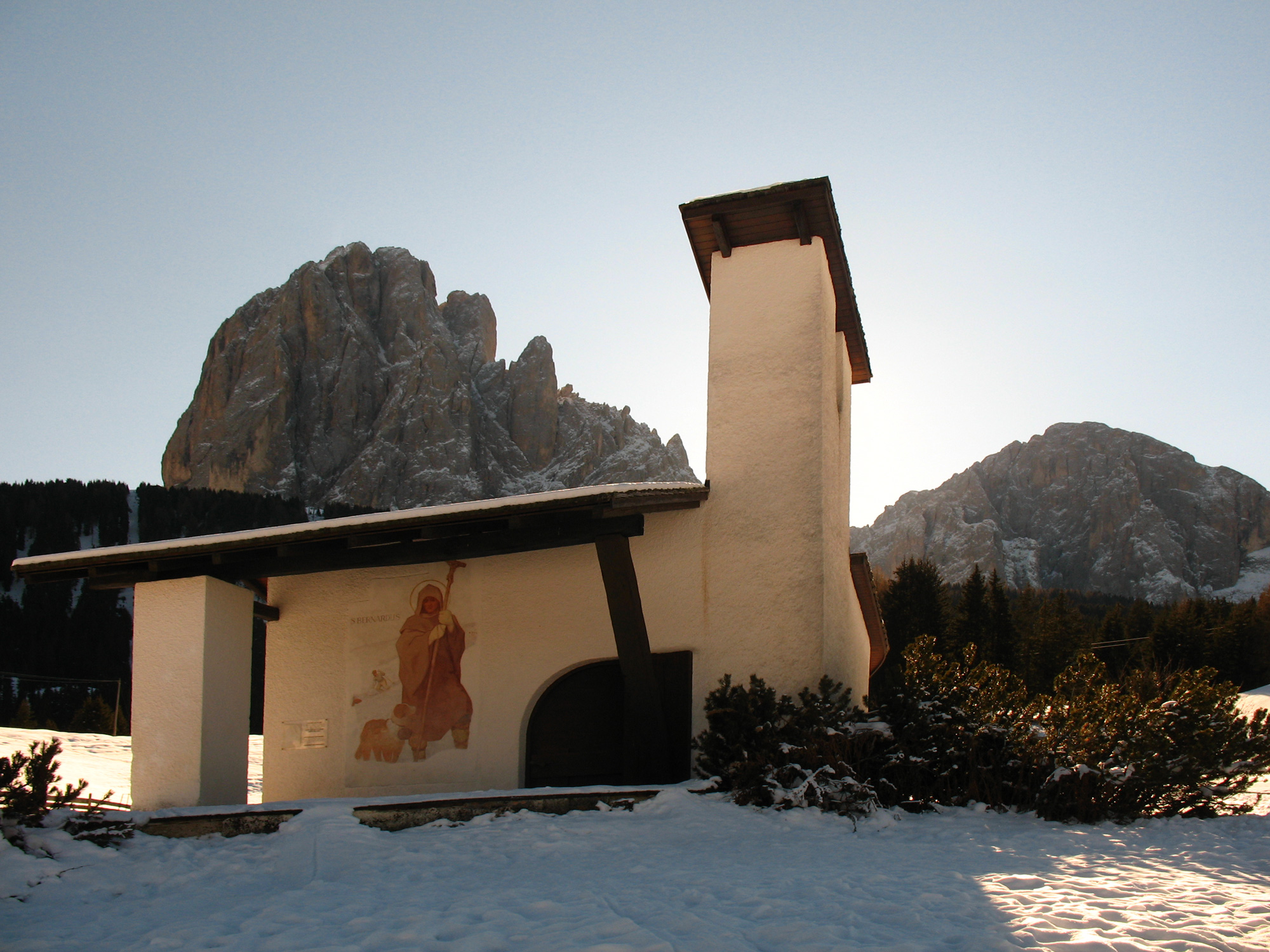
Chapelle de Monte Pana
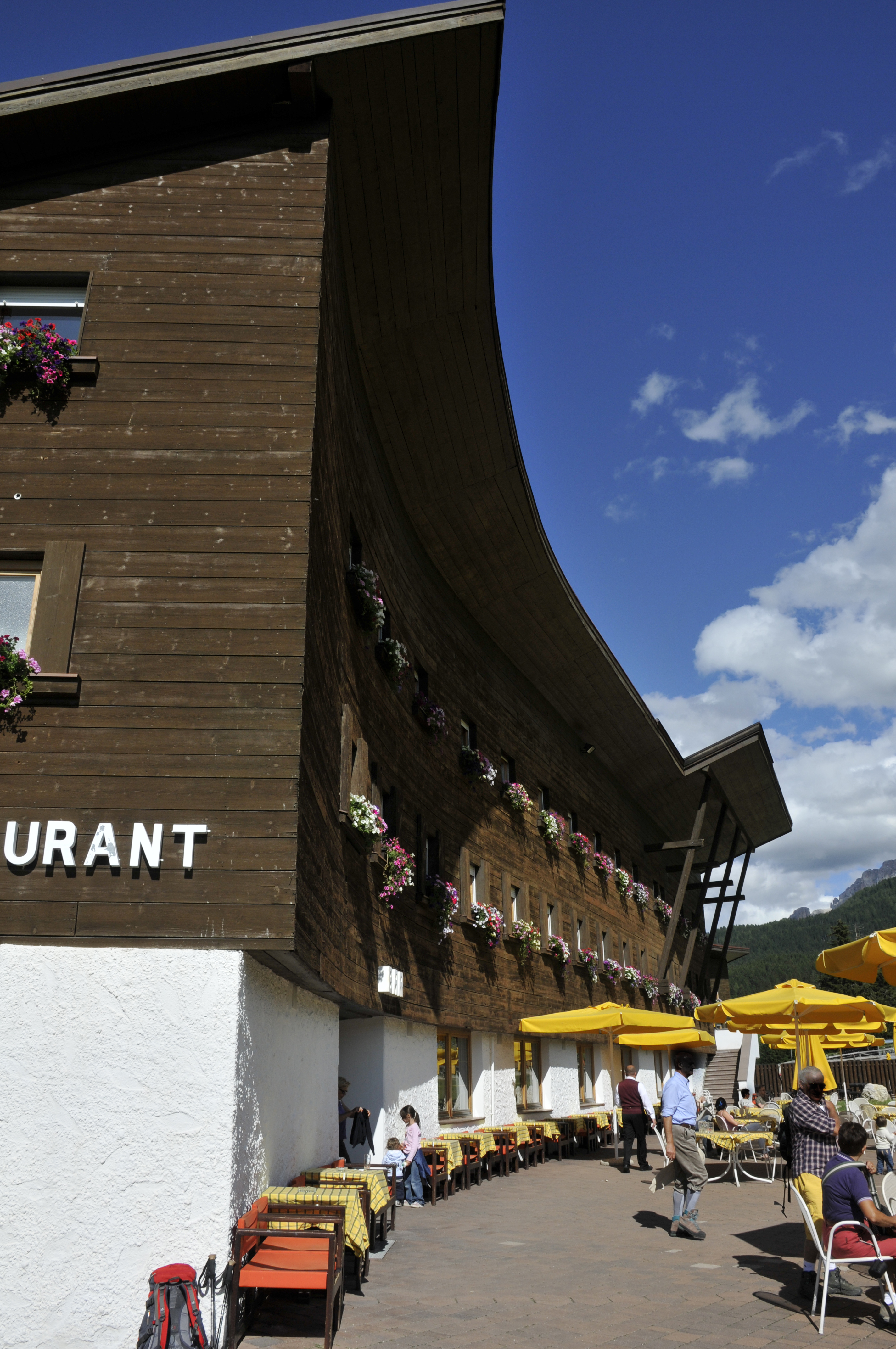
Hôtel de Monte Pana
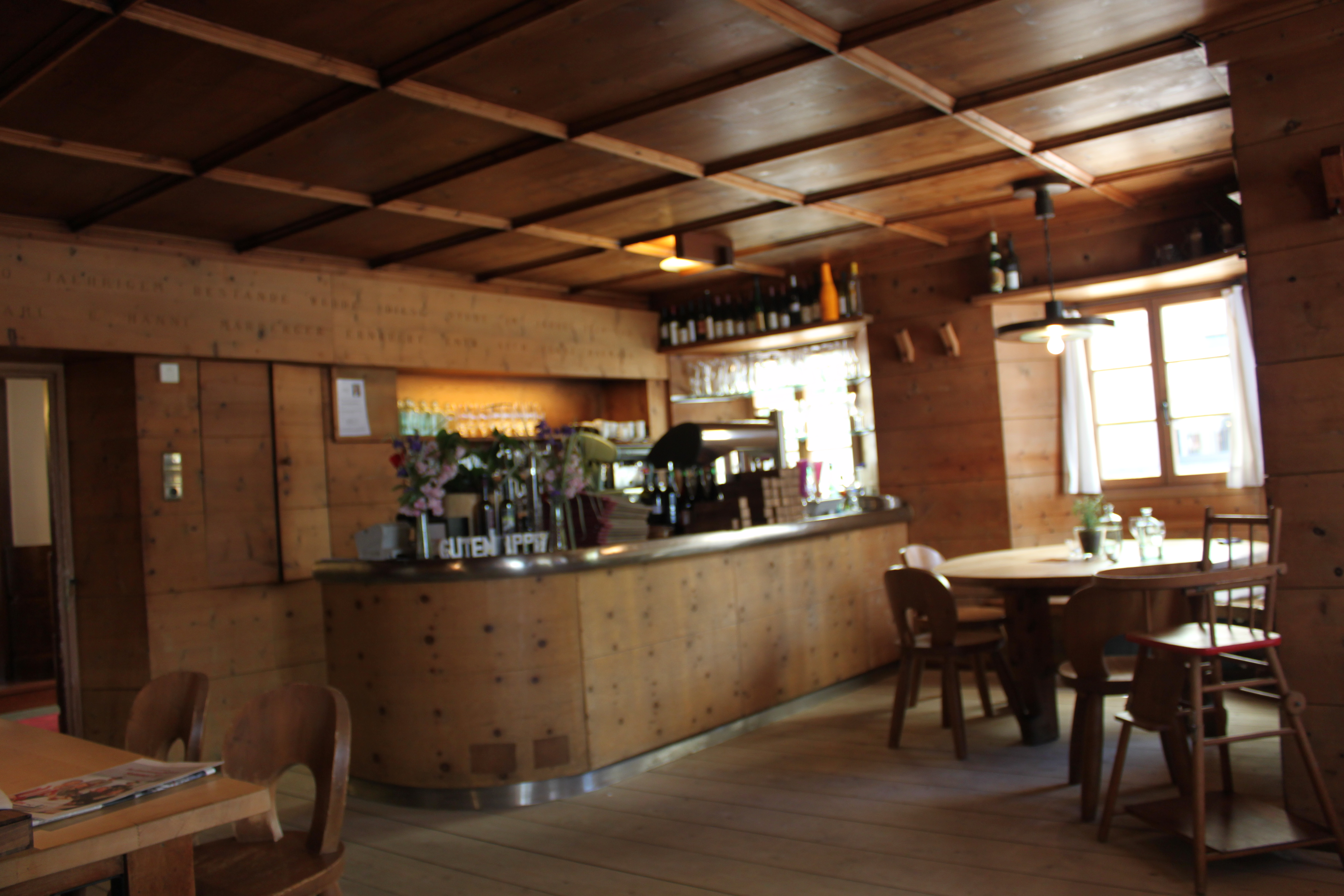
Salle de restaurant conçue par Baumann